# Gastroösophagealer Reflux
Gastroösophagealer Reflux (GÖR, englisch GER, gastroesophageal reflux) ist der Rückfluss von Mageninhalt in die Speiseröhre (Ösophagus). Dabei ist Sodbrennen das Leitsymptom des gastroösophagealen Refluxes. Damit typischerweise einhergehende gesundheitliche Beeinträchtigungen werden unter dem Begriff gastroösophageale Refluxkrankheit (gastroesophageal reflux disease, GERD) zusammengefasst.
Tritt ein solcher Rückfluss nicht nur gelegentlich auf, liegt eine Kardia-Insuffizienz zugrunde, d. h. der innere Schließmuskel (Ösophagussphinkter), der die Speiseröhre vom Magen trennt, funktioniert nicht richtig. Dadurch fließt Speisebrei aus dem Magen zurück in die Speiseröhre und kann dort je nach Menge der Magensäure im Mageninhalt, Häufigkeit und Dauer des Refluxes zu einer Refluxösophagitis führen.

## Ursachen
- Unreife des Sphinkters in den ersten Lebensmonaten[2][3]
- Ausstülpung des Magens durch das Zwerchfell, axiale Hiatushernie, abnorm kurze Speiseröhre (Brachyösophagus)
- Überlastung durch große Füllung des Magens oder hohen Druck im Bauchraum, bei Abflussbehinderung aus dem Magen.
- Ein gastroösophagealer Reflux kann ein Symptom eines Mastzellaktivierungssyndroms (MCAS) sein.[4]

## Symptome
Eine größere Refluxmenge mit Füllung des gesamten Ösophagus bis in den Rachenraum kann zum Erbrechen führen. So kommt es bei Säuglingen sehr häufig mit dem Aufstoßen nach dem Trinken, aber auch beim Liegen zum „physiologischen“ Reflux.
Abzugrenzen ist das „schwallartige Erbrechen“ infolge massiven Refluxes bei Obstruktion mit Abflussbehinderung z. B. bei der Pylorusstenose.
Ist der Rückfluss auf die Speiseröhre begrenzt, sind die klinischen Zeichen nicht so offensichtlich: Vor allem im Liegen, nach dem Essen – insbesondere nach dem Verzehr von „Säurelockern“ (sehr scharf gewürzten, sehr sauren oder süßen, sehr heißen oder kalten sowie sehr fettreichen Lebensmitteln, vor allem stark erhitzten Fetten) –, nach dem Rauchen oder Genuss von Alkohol oder beim Bücken oder Heben von Lasten kommt es zum Aufstoßen von Magensaft oder zu Sodbrennen. In besonders schweren Fällen kann es zur Regurgitation von Nahrungsbestandteilen kommen, dem Volumen-Reflux. Es kann auch ohne Sodbrennen lediglich ein unspezifischer Brustschmerz auftreten, selten im Oberbauch. In diesen Fällen ist die Abgrenzung von Herzerkrankungen schwierig.

## Diagnostik
In typischen Fällen ist der unkomplizierte GÖR klinisch hinreichend erkennbar.
Bildgebend kann das Vorliegen, das Ausmaß und eventuell die Ursachen eines Refluxes im Säuglingsalter durch Sonographie erfolgen, ferner im Röntgen der oberen Magen-Darm-Passage. Zusätzlich oder alternativ kann eine 24-h-pH-Metrie (Säuremessung) durchgeführt werden.

## Komplikationen
Die wichtigste Folgeerscheinung eines GÖR ist die Refluxösophagitis. Analog sind Veränderungen des Rachenraumes möglich, die Laryngitis gastrica. Dort ist jeweils sowohl die Diagnostik als auch die Therapie ausführlich beschrieben. Langanhaltener Reflux kann auch zu nicht-entzündlichen Schleimhautveränderungen der Speiseröhre führen, dem Barrett-Ösophagus.
Unbemerkter GÖR bei Kleinkindern und Säuglingen kann auch zu wiederholten Aspirationen eventuell mit Aspirationspneumonie führen.
Davon abgesehen kann ein ausgeprägter Reflux den Nahrungsabbau nachhaltig behindern sowie die Ernährung über eine Magensonde oder PEG erschweren bis unmöglich machen. In diesen Fällen kommt auch ohne entzündliche Veränderungen eine Operation infrage, meist eine laparoskopische Fundoplicatio.